# Carl Abrahamsson
Carl Gustaf Emanuel Abrahamsson (ur. 1 maja 1896 w Södertälje, zm. 25 grudnia 1948 tamże) – szwedzki hokeista na lodzie.
Największy sukces w karierze odniósł podczas zimowych igrzysk olimpijskich w Sankt Moritz (1928), zdobywając wspólnie z reprezentacją Szwecji srebrny medal. W 1932 r,. odniósł kolejny sukces, zdobywając w Berlinie złoty medal mistrzostw Europy.
Jego brat Erik, był również znanym sportowcem, m.in. brązowym medalistą letnich igrzysk olimpijskich z Antwerpii (1920) w skoku w dal.

## Sukcesy
Wyróżnienia
- Galeria Sławy szwedzkiego hokeja na lodzie